# Caproni Ca.101
Le Caproni Ca 101 était un avion de ligne italien qui a été utilisé par l'armée comme avion de transport et bombardier.

## Description
C'est un trimoteur monoplan à ailes hautes. Il possède un moteur sous chaque aile et un dans le nez, ceux-ci entraînent des hélices tractives bipales.

## Conception et développement
Le Ca.101 était dérivé du Caproni Ca.97, avec cellule augmentée ce qui a augmenté l'emport de 574 à 800 kg. Cela a amené la charge utile à 20 % du poids maximal, comparativement à seulement 9 % pour le Ca.74G, qui était plus lourd, plus petit et de performances inférieures.
L'avion était d'une conception typique de 1920. Il possédait des ailes en position haute, trois moteurs, un dans le nez et un sous chaque aile, et un train fixe. Le fuselage, de section quadrangulaire, ainsi que les ailes et la queue étaient faits de tubes d'acier recouverts de tissu. Le plancher était en bois.
L'avion était initialement équipé d'Armstrong Siddeley Lynx de 149 kW (200 ch) entraînant une hélice bipale en métal de 2,88 m de diamètre. Les 1 200 l de carburant étaient situés dans un réservoir logé dans la partie supérieure du fuselage central. Le carburant était conduit vers les moteurs au moyen de tubes en cuivre. 44 l d'huile étaient stockés dans un réservoir situé derrière chaque moteur. L'air comprimé et les systèmes extincteurs étaient également situés au centre de l'appareil.
Une variété de moteurs ont été utilisés, parfois avec un montage composite : Piaggio P.VII (276 kW/370 ch), Alfa Romeo Jupiter (313 kW/420 ch), et d'autres modèles de 179 kW (240 ch) et 201 kW (270 ch).
Initialement prévu comme un avion civil, il fut bientôt converti au rôle de bombardier/transport. Des exemplaires du Ca.101 ont été exportés en Australie, en Chine et au Paraguay ; la Hongrie a acheté 20 appareils pour une utilisation comme avion postal.